# 78-я стрелковая дивизия (2-го формирования)
78-я стрелковая дивизия (2-го формирования) — формирование (соединение, стрелковая дивизия) РККА (ВС СССР) во время Великой Отечественной войны.

## История
Дивизия начала формироваться в марте 1942 года в городе Самарканд (САВО), как 403-я стрелковая дивизия. До прибытия в МВО дивизия насчитывала 9000 человек. Органы управления дивизии были сформированы и укомплектованы личным составом полностью, обмундированы и снабжены всеми видами матобеспечения.
13.05.1942 дивизия, сменив дислокацию, прибыла в г. Кострома Ярославской области, в распоряжение Московский военный округ.
Согласно директиве Московского военного округа 403 сд приняла пополнение — личный состав 78-й сд, после чего ей был присвоен номер последней.
18.07.1942 78 сд вступила в распоряжение 30 армии Калининского фронта, насчитывая в своих рядах 12 645 человек личного состава.
Боевое крещение дивизия под командованием полковника Н. М. Михайлова получила в составе 30-й армии в ходе Ржевско-Сычёвской операции Калининского фронта. 28 июля 1942 года, перейдя в наступление в направлении на Ржев, она прорвала первую полосу вражеской обороны и вышла на подступы к северо-восточной окраине Ржева в район Полунино, где, встретив упорное сопротивление противника, втянулась в затяжные бои, которые продолжались до октября 1942 года. В ходе этих боёв дивизией было уничтожено до 35 взводов пехоты противника, 2 артиллерийские и 5 миномётных батарей, 16 орудий, около 150 пулемётов, 3 танка, сбит один бомбардировщик и взято в плен до батальона пехоты.
В январе 1943 года в составе войск Юго-Западного фронта 78-я дивизия участвовала в контрнаступлении под Сталинградом. Действуя на острие удара 1-й гвардейской армии, она вела наступление в направлении Артёмовск, Красноармейское, имея задачу овладеть Артёмовском. Продвигаясь с тяжёлыми боями, она вышла к реке Северский Донец в районе села Боровское, где, встретив организованное сопротивление, в течение восьми дней вела ожесточённые бои, но успеха не имела и вынуждена была перейти к длительной обороне по левому берегу реки.
17 июля 1943 года, когда началась Изюм-Барвенковская операция, дивизия успешно форсировала Северский Донец в районе Привольное и, вклинившись в оборону противника на глубину до пяти километров, захватила несколько плацдармов на его правом берегу. Дальнейшие попытки завершить прорыв тактической обороны противника и расширить захваченные плацдармы оказались безуспешными, и дивизия перешла к активной обороне.
С началом операции по освобождению от немецких захватчиков Донбасса дивизия под командованием полковника Н. М. Михайлова, войдя в состав 33-го стрелкового корпуса, за месяц боевых действий, отражая многочисленные контрудары частей 123-й пехотной и 23-й танковой дивизий противника, прошла с боями до 220-и километров и освободила более ста населённых пунктов, в том числе Славгород Днепропетровской области.
Продолжая развивать наступление и умело маневрируя, дивизия овладела сёлами Степная, Мокрая и к исходу 13 октября 1943 года подошла к южной окраине пригорода Запорожья — Южный.
Не располагая достаточными сведениями о противнике, командир дивизии решил создать штурмовой отряд под командованием старшего лейтенанта Сухарева, который должен был ворваться в город и своими действиями вскрыть систему вражеской обороны. Ночная атака дивизии была мощной и стремительной, и к утру она заняла центр Запорожья и оборону по левому берегу Днепра. Несмотря на ожесточённое сопротивление противника, к исходу 14 октября город был полностью освобождён от гитлеровцев.
В ходе боёв на подступах к Запорожью и в городе дивизией были полностью разгромлен 515-й пехотный полк 294-й пехотной дивизии и уничтожены более 2300 гитлеровцев, подбиты и сожжены 11 танков, 12 орудий, 13 миномётных батарей, 27 станковых и 40 ручных пулемётов, 13 дзотов, 16 автомашин с боеприпасами. Захвачены в плен 40 солдат и офицеров, 23 орудия, 35 пулемётов, 7 складов с боеприпасами и запчастями.
За образцовое выполнение задания по освобождению Запорожья и проявленные при этом мужество, отвагу дивизия была удостоена почётного наименования «Запорожская».
26 марта 1944 года дивизия, пройдя с боями в ходе Уманско-Ботошанской операции в условиях сплошного бездорожья до 400 километров, освободила города Умань, Вапнярка, форсировала Южный Буг, Днестр и первой в 27-й армии преодолела пограничную реку Прут севернее Ясс и вступила на территорию Румынии, захватив крупный плацдарм на правом берегу реки.
За отличные боевые действия дивизии была объявлена благодарность в приказе Верховного Главнокомандующего.
Перейдя к обороне на захваченных плацдармах, полки дивизии вели беспрерывные бои по отражению вражеских контратак и одновременно вели подготовку к Ясско-Кишинёвской операции, которая началась ранним утром 20 августа 1944 года.
Прорвав сильно укреплённую оборону противника в районе Круса, Ойвешти, дивизия перешла к преследованию и, широко применяя охваты и обходы, устремилась в направлении Фокшанской долины. Пройдя через так называемые «Фокшанские ворота», естественный проход, созданный природой в горах, дивизия вышла в центральную Румынию и завязала бои с гитлеровцами, овладев 27 августа городом Рымникул-Сэрат, а через три дня — городом Плоешти. За взятие этих важных промышленных центров Румынии и укреплённых опорных узлов сопротивления противника дивизия награждена орденом Суворова 2-й степени.
Получили награды и полки дивизии. 458-й полк был награждён орденом Богдана Хмельницкого 2-й степени, 464-й полк — орденом Кутузова 3-й степени, 453-й полк получил почётное наименование «Рымникский».
Преодолев Трансильванские Альпы, дивизия первой в полосе 27-й армии вступила на территорию Венгрии в районе севернее Сигиошара и, стремительно развивая наступление в ходе Дебреценской операции, последовательно овладела городами Орадеа-Маре и Дебрецен. Как отмечалось в отчётных боевых документах, бои дивизии характеризовались исключительной подвижностью, манёвренностью и воинским мастерством её полков, которые получили высокую оценку Родины. 453-й и 464-й стрелковые полки были награждены орденами Богдана Хмельницкого 2-й степени и Красного Знамени соответственно. 458-й стрелковый и 1030-й артиллерийский полки стали Дебреценскими.
6 ноября 1944 года, форсировав реку Тису в районе Тиса-Кеси, дивизия с боями вышла к городу Мишкольцу — крупному военно-промышленному центру Венгрии. Город был сильно укреплён гитлеровцами. Взломав оборону противника, дивизия первой ворвалась в город и 3 декабря овладела им, перейдя к обороне на его северной и северо-западной окраинах. За образцовое выполнение задания командования по овладению городом Мишкольц и проявленные при этом мужество, отвагу дивизия была награждена орденом Красного Знамени и отмечена в приказе Верховного Главнокомандующего.
Перешагнув ещё через одну государственную границу, дивизия 3 января 1945 года вошла в Чехословакию и, ведя ожесточённые бои в трудных условиях горно-лесистой местности, 23 января овладела городами Йелшава и Рожнява, десятками других населённых пунктов.
28 января поступил приказ о переброске дивизии в составе 27-й армии на 3-й Украинский фронт Маршала Советского Союза Ф. И. Толбухина в Венгрию в район Будапешта, чтобы принять участие в ликвидации окружённой группировки противника, которая оказывала упорнейшее сопротивление, создав в городе более трёхсот узлов сопротивления и опорных пунктов. Советским войскам приходилось с боем брать каждый квартал, каждый дом. Активно действовала наша авиация, нанося бомбово-штурмовые удары по танкам и пехоте противника. После ожесточённых боёв 13 февраля Будапешт пал.
Войска фронта приступили к подготовке наступления на Венском направлении, но по данным разведки стало известно, что противник сосредоточил в районе северо-восточнее озера Балатон 31 дивизию, в том числе 11 танковых, для перехода в контрнаступление. Решено было поражение этой ударной группировке противника нанести в оборонительном сражении, после чего перейти в наступление на Вену.
Наступление противника началось ранним утром 6 марта. Главный удар он нанёс между озёрами Веленце и Балатон, где держала оборону дивизия. На её позиции обрушилась лавина артиллерийско-миномётного огня, удары авиации и двинули 70 «тигров» и «фердинандов», 20 бронетранспортёров и до двух полков пехоты.
Атаки противника следовали одна за другой. Только в первый день наступления гитлеровцы предприняли 8 яростных атак, но все они разбивались о железную стойкость воинов-запорожцев. Наиболее ожесточённые атаки противник организовал 12 и 13 марта, когда он ввёл в бой до 150 танков, 60 бронетранспортёров и стал наносить удары поочерёдно, то по центру, то по флангам дивизии. Но личный состав дивизии в жестоких боях со врагом отразил 13 атак противника и стойко удерживал свой рубеж.
Итоги боевых действий дивизии. Подбито и сожжено 89 танков и 30 бронетранспортёров, уничтожено 16 миномётов, 7 орудий, 60 станковых и ручных пулемётов, 48 автомашин и свыше 2500 гитлеровцев.
За отличное руководство дивизией в ходе Балатонской оборонительной операции и проявленные при этом воинскую доблесть и мужество генерал-майор Н. М. Михайлов был представлен к присвоению звания Героя Советского Союза.
Измотав противника в оборонительных боях и нанеся ему огромные потери, 16 марта 78-я дивизия перешла в наступление. Преследуя противника в направлении австрийского города Грац, она пересекла австрийскую границу и, освободив более 150 населённых пунктов, 15 апреля ворвалась в Фюрстенфельд, закрепившись на его западной окраине.
11 апреля заняла Ельтендорф. 15 апреля дивизия форсировала р. Ливннитц после ожесточённого боя в лесном массиве ю-в Фюрстенфельда ворвалась в 15:00 в город и к ночи очистила от немецких войск центральную часть города. 16 апреля при выезде на передовую был тяжело ранен в обе ноги командир дивизии генерал-майор Михайлов, командир 453сп полк. Мамедов и начальник оперативного отдела дивизии майор Дражевский. Продвинувшись до Альтенмаркта дивизия перешла к обороне.
В ночь с 20 на 21 апреля сдала свой участок 202-й сд и отправилась маршем в район Фридберга. Здесь в районе Райнберг дивизия заняла оборону. Конец апреля и начало мая 1945 года дивизия провела в обороне. В связи с подписанием капитуляции в Реймсе и отходе немецких войск 8 мая на запад перешла утром 9 мая в наступление и пройдя по горным дорогам сосредоточилась к исходу дня в г. Биркфельд.
Войну закончила в составе 33-го стрелкового корпуса, 27-й общевойсковой армии, 3-го Украинского Фронта.
После вывода из Румынии (ЮГВ, 27 ОА) расформирована летом 1946 года в городе Староконстантинов (ПрикВО)

## Состав
- 453-й стрелковый полк,
- 458-стрелковый полк,
- 464-стрелковый полк,
- 1030-й артиллерийский полк,
- 407-й отдельный истребительно-противотанковый дивизион,
- 184-я отдельная разведывательная рота,
- 173-й отдельный сапёрный батальон,
- 620-й отдельный батальон связи (569-я отдельная рота связи),
- 113-й отдельный медико-санитарный батальон,
- 125-я отдельная рота химической защиты,
- 529-я автотранспортная рота,
- 373-й полевой автохлебозавод,
- 844-й дивизионный ветеринарный лазарет,
- 1829-я полевая почтовая станция,
- 1152-я полевая касса Государственного банка

## Подчинение
Подчинение:
МВО, 4РА, Резерв Ставки ВГК; 30А, КалФ;	30А, ЗФ; 49А, ЗФ; 5А, ЗФ;
1ГвА, ЮЗФ; 18СК, 3ГвА, ЮЗФ; 33СК, 6А, ЮЗФ; 33СК, 8ГвА, ЮЗФ; 8ГвА, 3-й УкрФ; 33СК, 3-й УкрФ; 35ГвСК, 5ГвА, 2-й УкрФ;	35ГвСК, 7ГвА, 2-й УкрФ;	35ГвСК, 27А, 2-й УкрФ;	33СК, 27А, 2-й УкрФ; 35ГвСК, 27А, 2-й УкрФ; 33СК, 27А, 2-й УкрФ; 33СК, 27А; Резерв Ставки ВГК; 104СК, 27А, 2-й УкрФ; 35ГвСК, 27А, 2-й УкрФ; 33СК, 27А, 3-й УкрФ.

## Командование
- полковник Краснобаев, Николай Иванович 07.03.1942 — 23.05.1942
- полковник, с 17.11.1943 генерал-майор Михайлов, Николай Матвеевич 24.05.1942 — 16.04.1945
- полковник Володкин, Гариф Кабирович 17.04.1945 — 09.05.1945

## Награды
| Награда (наименование)              | Дата награждения                                                  | За что награждена |
| ----------------------------------- | ----------------------------------------------------------------- | --- |
| Почётное наименование «Запорожская» | Приказ Верховного Главнокомандующего № 33 от 14 октября 1943 года | В ознаменование одержанной победы и отличие в боях по освобождению города Запорожье.                                                                     |
| Орден Красного Знамени              | Указ Президиума ВС СССР от 16 декабря 1944 года                   | За образцовое выполнение заданий командования в боях с немецкими захватчиками, за овладение городом Мишкольц и проявленные при этом доблесть и мужество. |
| Орден Суворова II степени           | Указ Президиума ВС СССР от 15 сентября 1944 года                  | За образцовое выполнение заданий командования в боях с немецкими захватчиками, за овладение городом Плоешти и проявленные при этом доблесть и мужество.  |

Награды частей дивизии:
- 453-й стрелковый Рымникский ордена Богдана Хмельницкого (II степени)[5] полк
- 458-стрелковый Дебреценский ордена Богдана Хмельницкого (II степени)[6] полк
- 464-стрелковый Краснознамённый[5] ордена Кутузова[6] полк
- 1030-й артиллерийский Дебреценский полк

За отличные боевые действия и особые заслуги перед Родиной дивизия была награждена орденами Красного Знамени и Суворова 2-й степени, удостоена почётного наименования «Запорожская». 6 раз дивизии объявлялась благодарность в приказах Верховного Главнокомандующего И. В. Сталина и столько же раз в её честь гремели победные залпы московского салюта.

## Отличившиеся воины дивизии
За проявленные мужество и отвагу 11 177 воинов дивизии были награждены орденами и медалями, а восемь из них во главе с командиром дивизии удостоены звания Героя Советского Союза.
- Вихров, Иван Григорьевич, старший сержант, командир орудия 1030-го артиллерийского полка.
- Гапонов, Григорий Семёнович, сержант, командир взвода 453-го стрелкового полка.
- Каршиев, Кучкар, старший сержант, командир орудия 407-го отдельного истребительно-противотанкового дивизиона.
- Михайлов, Николай Матвеевич, генерал-майор, командир дивизии.
- Олейник, Иван Леонтьевич, старший лейтенант, заместитель командира батальона 453-го стрелкового полка.
- Поляков, Михаил Павлович, красноармеец, наводчик противотанкового ружья 453-го стрелкового полка.
- Ситдиков, Касим Хасанович, капитан, адъютант старший 2-го батальона 458-го стрелкового полка.
- Толмачёв, Григорий Иванович, сержант, командир сапёрного взвода 453-го стрелкового полка.

 Кавалеры ордена Славы трёх степеней
- Игнатенко, Михаил Михайлович, рядовой, стрелок 464-го стрелкового полка
- Клюшник, Владимир Григорьевич, сержант, разведчик 464-го стрелкового полка
- Моторный, Владимир Ефимович, сержант, командир расчёта 45-мм пушки 464-го стрелкового полка
- Скрипник, Дмитрий Евтихиевич, рядовой, разведчик взвода пешей разведки 458-го стрелкового полка